# Fractionnement (spéléologie)
 (signalé en juin 2025).
Si vous disposez d'ouvrages ou d'articles de référence ou si vous connaissez des sites web de qualité traitant du thème abordé ici, merci de compléter l'article en donnant les références utiles à sa vérifiabilité et en les liant à la section « Notes et références ».
- Archive Wikiwix
- Bing
- Cairn
- DuckDuckGo
- E. Universalis
- Gallica
- Google
- G. Books
- G. News
- G. Scholar
- Persée
- Qwant
- (zh) Baidu
- (ru) Yandex
- (wd) trouver des œuvres sur Wikidata

Pour les articles homonymes, voir Fractionnement.
Un fractionnement, ou « fractio » dans le jargon des spéléologues, est une partie de l'équipement d'un puitsou autre obstacle vertical, constitué par un point d'amarrage intermédiaire sur lequel la corde de progression est nouée. C'est l'équivalent d'un relais en escalade.
Au fractionnement, le spéléologue se longe afin d'assurer sa sécurité, puis fait franchir les amarres à ses appareils de montée ou de descente. 
Dans une acception littérale plus globale et probablement originelle, le fractionnement est le résultat d'un découpage de l'équipement d'un obstacle vertical par tronçons. Le mot peut aussi désigner un des tronçons d'équipement compris entre deux points d'amarrages successifs. Fractionner une verticale peut donc désigner : d'une part et globalement la technique qui permet d'équiper et franchir un obstacle vertical par tronçons multiples, d'autre part l'installation d'un point d'amarrage relais particulier.

## Intérêt du fractionnement
Le fractionnement permet de :
- éviter un point de frottement de la corde de progression sur la roche,
- éviter une zone dangereuse en modifiant le cheminement,
- augmenter la sécurité en multipliant les amarrages,
- limiter les effets de l'élasticité des cordes,
- répartir le poids de la corde,
- progresser à plusieurs sur une même corde,
- interrompre l'effort à la montée (repos),
- limiter la hauteur de chute d'un spéléologue longé[Note 2].

## Inconvénient du fractionnement
Le fractionnement présente cependant quelques inconvénients :
- il ralentit la progression théorique du spéléologue,
- il nécessite du temps à l'équipement et au déséquipement,
- il augmente la quantité de matériel à utiliser, donc à transporter,
- il nécessite des implants supplémentaires (chevilles autoforantes, broches,..) qui dégradent les parois.

## Alternatives au fractionnement
Pour éviter de multiplier les fractionnements, dans le but de limiter les inconvénients ci-dessus, il est possible de :
- étudier et réaliser l'équipement en tête de puits qui permettra de parcourir une hauteur maximale de puits sans que la corde de progression ne touche la paroi. Dans le jargon des spéléologues, il s'agit de « rechercher le plein vide ».
- préférer l'usage d'une « déviation » ou « déviateur », technique alternative qui permet de modifier la trajectoire de la corde sans utiliser d'implant en paroi. L'installation et le passage des déviateurs est plus rapide et généralement plus simple que pour un fractionnement[réf. nécessaire].